# Le Monde de Paul Delvaux
Pour plus de détails, voir Fiche technique et Distribution.
Le Monde de Paul Delvaux est un film de 10 min 47 s, réalisé en 1946 par Henri Storck sur un scénario de René Micha.
André Souris a composé une musique pour le film afin d'accompagner la lecture d'un poème de Paul Éluard par l'auteur. Le film a été réalisé à Bruxelles et produit par le Séminaire des Arts.

## Fiche technique
- Titre : Le Monde de Paul Delvaux
- Réalisation : Henri Storck
- Scénario : René Micha
- Montage : Henri Storck
- Pays :  Belgique
- Genre : Documentaire
- Durée : 11 minutes
- Dates de sortie : 
  -  Belgique : 1946